# Impasse El Hanachi

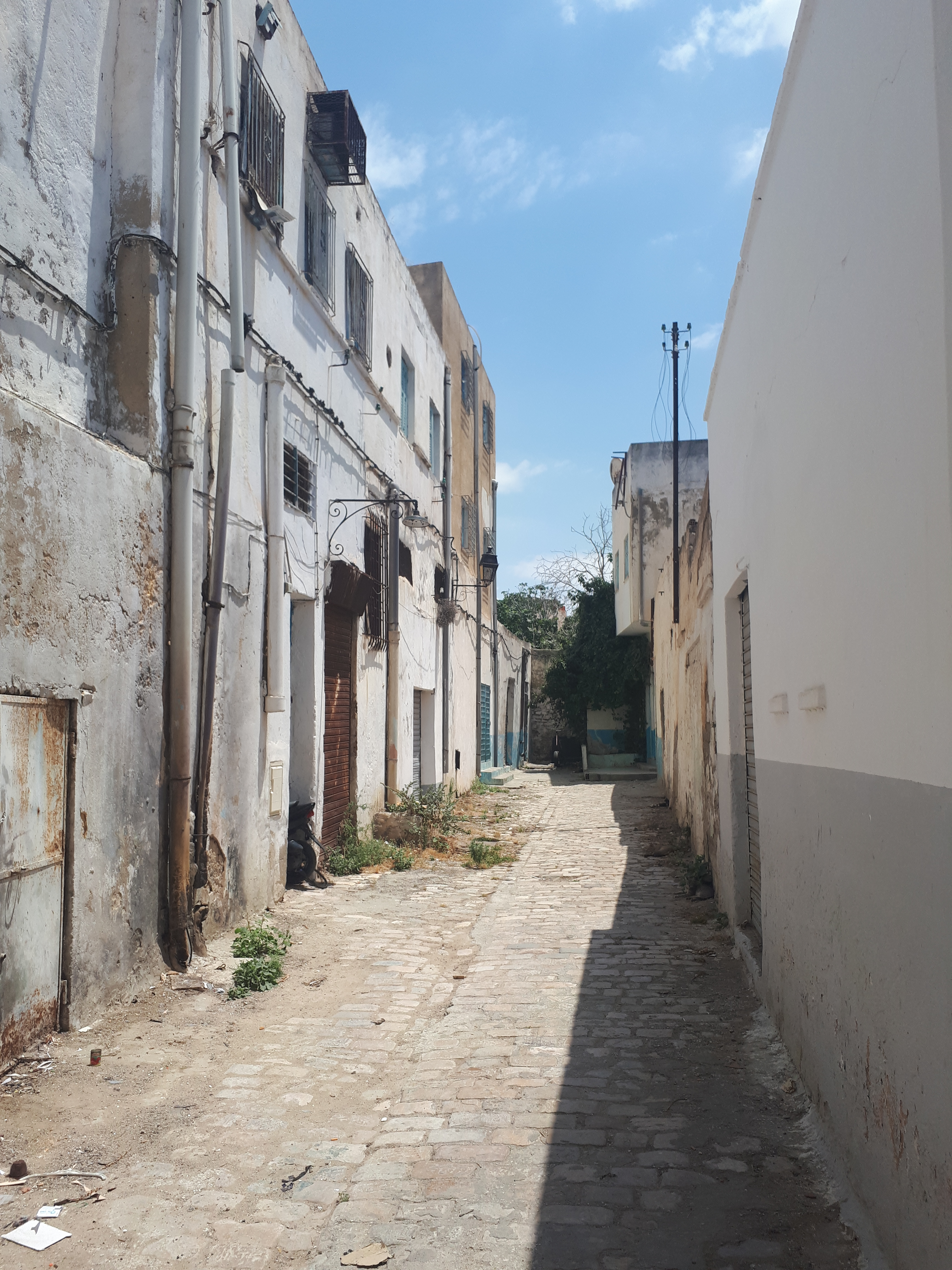
Vue de l'impasse.

Pour les articles homonymes, voir Hanachi.
L'impasse El Hanachi est une voie située dans l'arrondissement Médina de la municipalité de Tunis.

## Situation et accès
Elle donne sur la rue Zarkoun, l'une des principales artères de la médina de Tunis.

## Origine du nom
Elle porte le nom patronymique des Hanencha.

## Bâtiments remarquables et lieux de mémoire
Dans cette impasse se trouvait aux n°8 et 10 le Dar Spinoza, qui accueillait le temple Spinoza, un lieu de culte juif.